# 15 (getal)
Vijftien is 15, 14 + 1.

## In wiskunde
De priemfactoren van vijftien zijn drie en vijf. Hiermee is vijftien het kleinste gehele getal dat te schrijven is als een product van 2 verschillende oneven priemgetallen.
15 is de som van de getallen 1 t/m 5.
Vijftien is een driehoeksgetal en een zeshoeksgetal, en het vierde Bellgetal. Het is een samengesteld getal; zijn zuivere delers zijn 1, 3 en 5. Met slechts twee uitzonderingen worden alle priemvierlingen omsloten door een veelvoud van 15, met 15 zelf omsloten door het kwartet (11, 13, 17, 19).
| 8  | 1  | 6  | 15 |
| 3  | 5  | 7  | 15 |
| 4  | 9  | 2  | 15 |
| 15 | 15 | 15 | 15 |

Vijftien is de magische constante van een 3 bij 3 magisch vierkant.

## In natuurwetenschap
- 15 is het atoomnummer van fosfor (P).

## In de tijdsrekening
- Vijftien uur (15.00 uur) is drie uur in de middag.
- Vijftien minuten = één kwartier = 1/4 van één uur.

## In het Nederlands
- Vijftien is een hoofdtelwoord.